# Dangerous Waters (videogioco)
Dangerous Waters è un videogioco di simulazione di guerra navale sviluppato da Sonalysts Combat Simulations nel 2005. È stato pubblicato per Microsoft Windows il 22 febbraio 2005 e per Steam il 7 febbraio 2006.
Il gioco mette a disposizione molte unità controllabili dal giocatore, divise fra 18 diversi Paesi. Si divide in: modalità campagna, missioni singole, mission editor e multiplayer.